# Крива (Хустский район)
Кри́ва (укр. Крива) — село, входит в Хустскую городскую общину Хустского района Закарпатской области Украины.
Население по переписи 2001 года составляло 1365 человек. Почтовый индекс — 90412. Телефонный код — 31-42. Код КОАТУУ — 2125384601.